# Camilo Rivas
Carlos „Camilo” Rivas (ur. w 1898) – argentyński lekkoatleta, sprinter. Uczestnik Igrzysk Olimpijskich 1924.
Podczas Igrzysk Olimpijskich w Paryżu w 1924 roku uczestniczył w biegu na 100 metrów oraz (w drużynie z Félixem Escobarem, Otto Dietschem i Guillermo Newberym) w sztafecie 4 × 100 metrów. W obydwu konkurencjach odpadał z rywalizacji już po pierwszej rundzie.
Rekord życiowy zawodnika w biegu na 100 metrów wynosi 11,0 s. Wynik ten został osiągnięty w 1923 roku.